# رونالد ان بریسول
 رونالد ان بریسول (انگلیسی: Ronald N. Bracewell؛ زاده ۲۲ ژوئیهٔ ۱۹۲۱ درگذشته ۱۲ اوت ۲۰۰۷) یک فیزیک‌دان، ریاضیدان، و ستاره‌شناس رادیویی اهل استرالیا بود.